# Sanduíche BLT
O BLT é um tipo de sanduíche que leva o nome das iniciais de seus ingredientes principais: bacon, alface (lettuce) e tomate. Ele pode ser feito com receitas variadas, de acordo com a preferência pessoal. As variações simples incluem o uso de diferentes tipos de alface ou tomate, tostar ou não, ou adicionar maionese. Variantes mais acentuadas podem incluir o uso de bacon de peru ou tofu no lugar do bacon tradicional, a remoção total da alface ou a adição de outros ingredientes, como ovo frito, abacate ou couve-de-bruxelas.

## História
Embora seus ingredientes existam há muitos anos, há poucas evidências de receitas de sanduíches BLT antes de 1900. No livro Good Housekeeping Everyday Cook Book de 1903, a receita de um sanduíche club [en] incluía bacon, alface, tomate, maionese e uma fatia de peru entre duas fatias de pão. Embora o livro Seven Hundred Sandwiches de Florence A. Cowles [en], de 1928, inclua uma seção sobre sanduíches de bacon, as receitas geralmente incluem picles e nenhuma contém tomate.
O BLT tornou-se popular após a Segunda Guerra Mundial devido à rápida expansão dos supermercados, que tornaram seus ingredientes disponíveis o ano todo. As iniciais, que representam "bacon, lettuce, tomato" (bacon, alface, tomate), provavelmente começaram no setor de restaurantes dos EUA como uma abreviação para o sanduíche, mas não está claro quando isso foi transferido para a consciência pública. Por exemplo, uma edição de 1951 do Saturday Evening Post faz referência ao sanduíche, embora não use suas iniciais, descrevendo uma cena em que: "Na bandeja, invariavelmente, há uma tigela de sopa, um sanduíche tostado de bacon, alface e tomate e um milk-shake de chocolate."
Uma edição de 1954 do The Modern Hospital [en] contém uma sugestão de refeição que inclui: "Sopa de feijão, sanduíche tostado de bacon, alface e tomate, picles, salada de banana com gelatina, molho de creme e bolo inglês." Em 1958, a Hellmann's anunciava sua maionese como "tradicional em sanduíches de bacon, alface e tomate", sugerindo que a combinação já existia há algum tempo. No entanto, há várias referências a um "B.L.T." no início da década de 1970, inclusive em uma crítica da peça de Bruce Jay Friedman [en] intitulada Steambath [en], com o seguinte título: "A B.L.T. for God - hold the mayo" (Um B.L.T. para Deus - sem maionese). A abreviação usada no título faz referência a uma linha de diálogo na peça em que Deus grita: "Envie um sanduíche de bacon, alface e tomate, sem maionese. Se você queimar a torrada, eu o derrubarei com minha terrível espada veloz".

### Popularidade
Como o sexto sanduíche mais popular nos Estados Unidos, ele fica atrás do sanduíche de presunto [en], do sanduíche de rosbife, do sanduíche de peru, do sanduíche de frango grelhado e do sanduíche de queijo grelhado. Uma pesquisa de 2008 da OnePoll [en] mostrou que o BLT era o sanduíche "favorito da nação" no Reino Unido. Os sanduíches BLT são populares principalmente no verão, após a colheita do tomate. Nos Estados Unidos, a temporada do BLT está associada a um aumento no preço das barrigas de porco, que são transformadas em bacon.

## Ingredientes e preparação

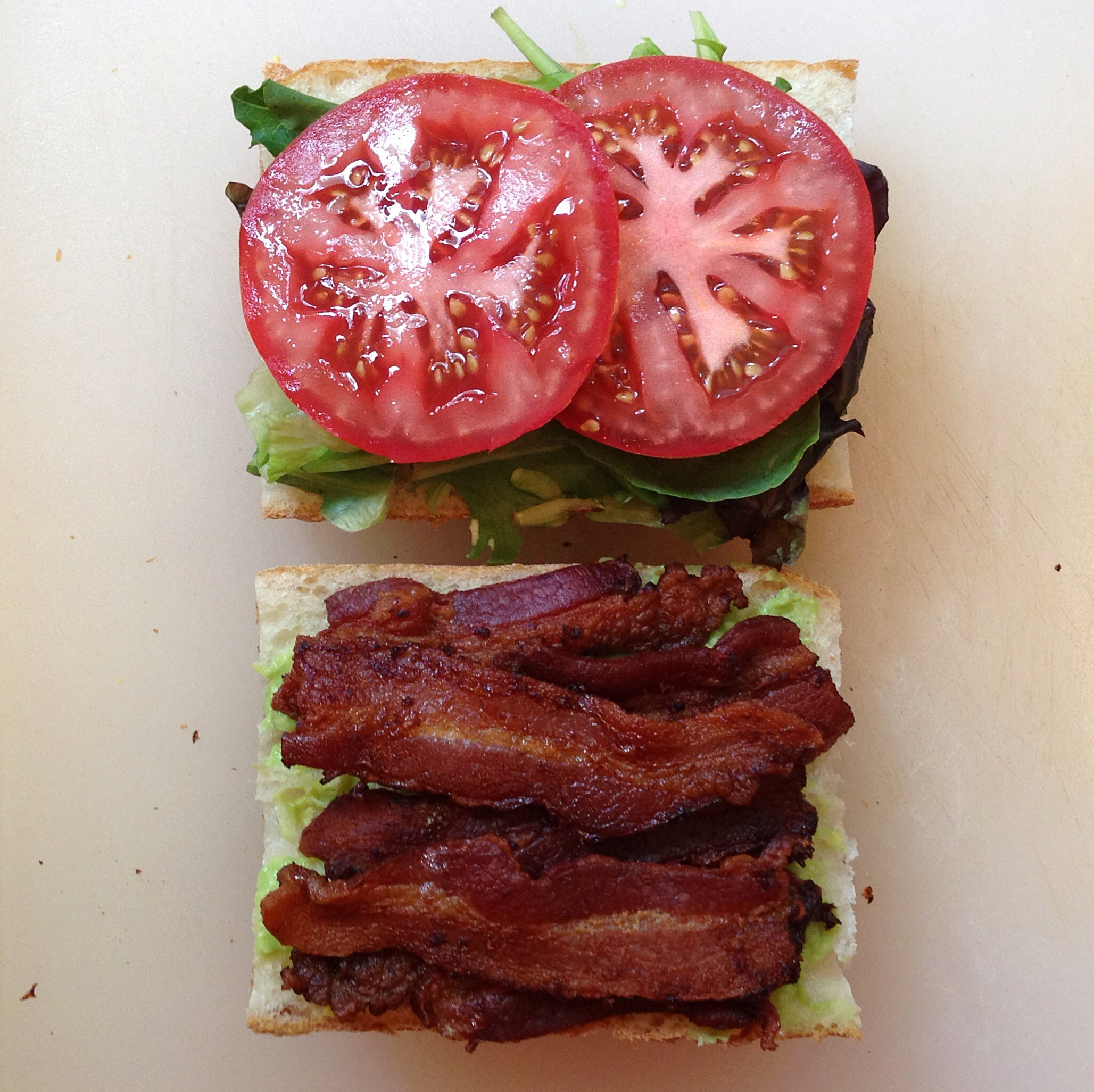
Preparação de um sanduíche BLT.

Embora existam variações do BLT, os ingredientes essenciais são bacon, alface e tomate, entre duas fatias de pão (geralmente branco), muitas vezes torrado. A quantidade e a qualidade dos ingredientes são questões de preferência pessoal. O bacon pode ser bem cozido ou macio, mas, como ele "carrega" os outros sabores, os chefs recomendam o uso de carne de melhor qualidade; em particular, o chef Edward Lee [en] afirma: "O bacon do supermercado não vai dar conta do recado."
A alface americana é uma escolha comum, pois não acrescenta muito sabor e, ao mesmo tempo, adiciona crocância. O escritor Ed Levine [en] sugeriu que o BLT não precisa de alface, pois ela é "supérflua", uma sugestão que Jon Bonné [en], editor de estilo de vida da MSNBC, descreveu como "chocante". Michele Anna Jordan, autora do The BLT Cookbook [en], acredita que o tomate é o ingrediente principal e recomenda o uso do tomate-coração-de-boi, pois ele tem mais polpa e menos sementes. Da mesma forma, o chef e escritor J. Kenji Lopez-Alt [en] acredita que o BLT não é um sanduíche de bacon com ingredientes adicionais, mas sim um sanduíche de tomate temperado com bacon. Por essa razão, Lopez-Alt argumenta que o BLT é um sanduíche sazonal, melhor preparado com tomates de verão de alta qualidade.
O sanduíche às vezes é servido com molhos, como maionese. O pão pode ser de qualquer variedade, branco ou integral, torrado ou não, dependendo da preferência pessoal.

### Variações

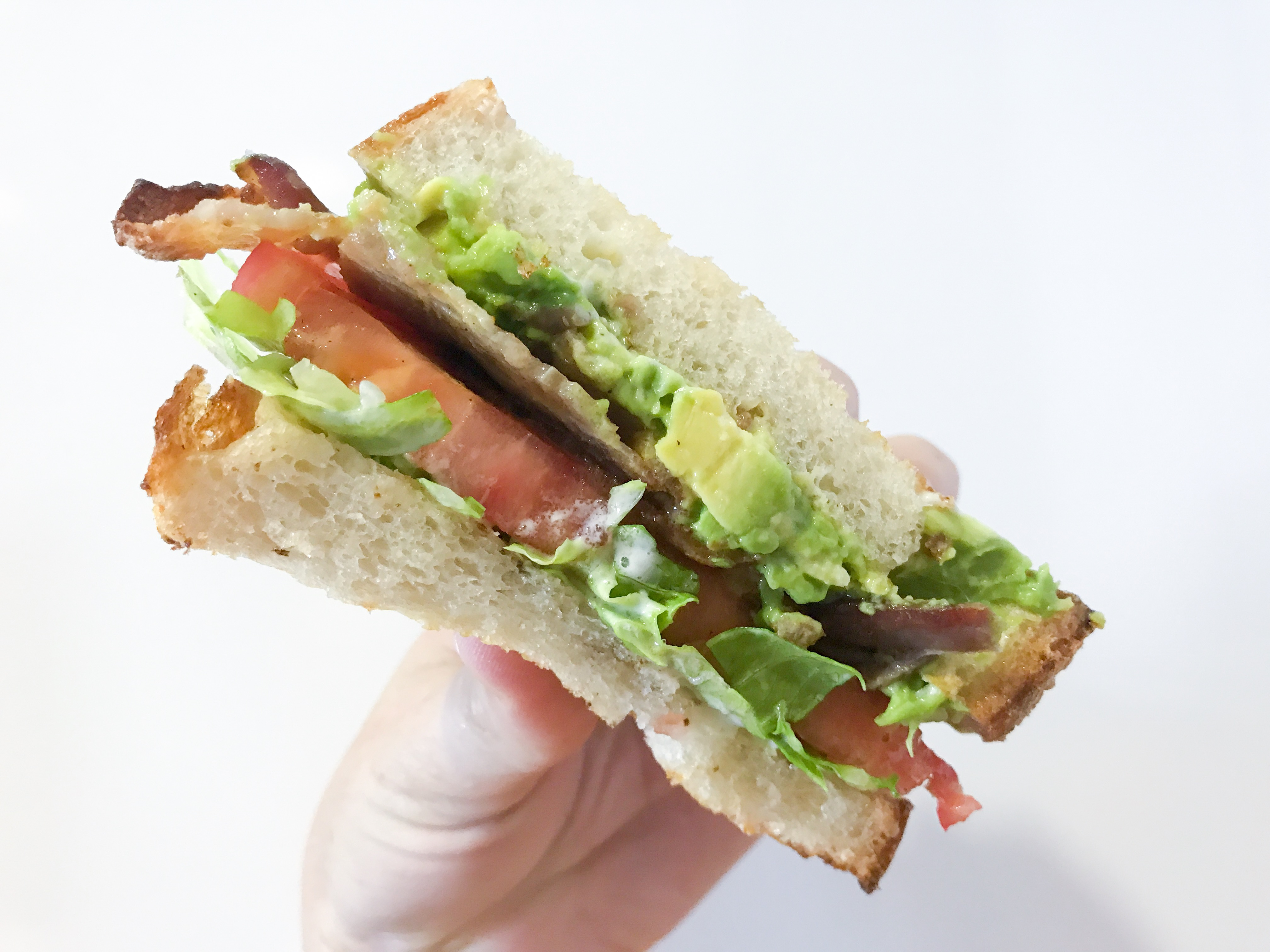
BLT com abacate.

O sanduíche tem um alto teor de sódio e gordura, e tem sido especificamente visado pelas redes de cafeterias do Reino Unido em um esforço para reduzir o sal e a gordura. Devido a isso, a maionese com baixo teor de gordura é um substituto comum, juntamente com pão com baixo teor de sal e bacon menos gorduroso. Uma solução mais visível é usar bacon de peru [en] no lugar do bacon tradicional. Uma das variações do BLT é o sanduíche club [en], um sanduíche de duas camadas em que uma camada é o BLT. A outra camada pode ser praticamente qualquer tipo de carne fatiada, normalmente frango ou peru.

## Na cultura

### Estados Unidos
Em 1963, o escultor de pop art Claes Oldenburg criou o Giant BLT, uma escultura que representa o sanduíche BLT, agora na coleção do Museu Whitney de Arte Americana. Ele mede 81 cm × 99 cm e usa vinil, mafumeira e madeira, pintados em acrílico. Toda vez que é movida, ela precisa ser empilhada novamente, o que significa que varia entre as exposições. O artista disse que não a montou pessoalmente desde sua criação em 1963.
Em 2003, Michele Anna Jordan estabeleceu um recorde para o maior BLT do mundo, que media 33 m de comprimento. Ele foi preparada em um festival de tomate em 2003 no condado de Sonoma, Califórnia, e tinha uma área de 96.620 cm². Em 2008, Marie Ganister e Glenda Castelli criaram um BLT de 45 m - um sanduíche originalmente planejado com Jordan. O recorde foi quebrado novamente pelo restaurante Iron Barley em St. Louis, Missouri, com um BLT medindo 55 m, e atualmente é mantido pelo Bentley Dining Services para sua tentativa de 2009, medindo 63,73 m.

### Reino Unido
Em 2004, o New Statesman relatou que o sanduíche escolhido por um político como seu "favorito" é carregado de simbolismo político. Por exemplo, sugeriu que um sanduíche de frango tikka seria um "aceno gentil a um passado imperial e uma declaração firme de um presente e futuro multicultural". O artigo continuou explicando que o então líder da oposição, William Hague, acusou o então primeiro-ministro Tony Blair de ser hipócrita com relação à comida, dizendo a uma parcela da sociedade que sua refeição favorita era peixe e fritas e a outra que era um prato de fettuccine fresco. A conclusão do artigo foi que Blair escolheu o BLT como seu sanduíche favorito, que agrada a todas as classes.